# 巴尔德夫雷斯诺
巴尔德夫雷斯诺，是西班牙卡斯蒂利亚-莱昂莱昂省的一个市镇。 总面积103平方公里，总人口1854人（001年），人口密度18人/平方公里。